# 1263 w polityce

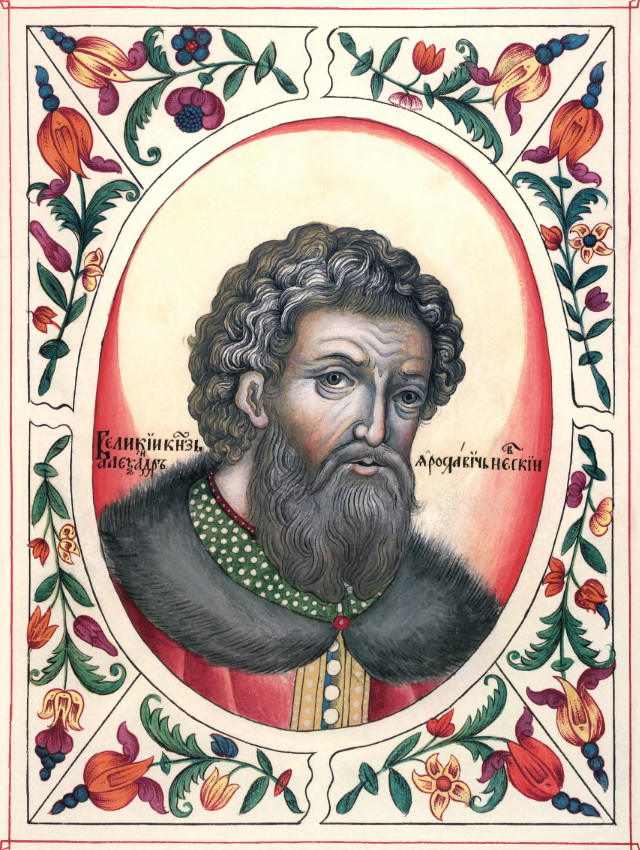
Aleksander Newski

Wydarzenia polityczne w 1263 roku.

## Wydarzenia
- Klęska Norwegii w bitwie pod Largs i utrata Hebrydów[1].
- Litwini i Prusowie najechali Mazowsze i ziemię łęczycką[2][3].

## Zmarli
- 14 listopada Aleksander Newski, książę ruski[4].
- 15 grudnia Haakon IV Stary, król Norwegii[5].